# Fère-en-Tardenois
Ne doit pas être confondu avec La Fère ou Fère-Champenoise.
Fère-en-Tardenois est une commune française située dans le département de l'Aisne en région  Hauts-de-France. 
Elle est principalement connue pour son ancien château.

## Géographie
Fère-en-Tardenois se situe entre Paris (100 km) et Reims (50 km) et est desservie par l'autoroute de l'Est. La commune est à 22 km de Château-Thierry et 25 km de Soissons.
Elle est également desservie par une liaison autocar de la SNCF reliant La Ferté-Milon à Reims.
L'Ourcq, dont la source se situe à seulement quelques kilomètres de Fère-en-Tardenois, traverse la ville.

### Hydrographie
La commune est située dans le bassin Seine-Normandie. Elle est drainée par l'Ourcq, le ru de la Pelle, le fossé 01 du Haut des Fontinettes, le Muizon, le ru de la Pelle, le ru de la Presle, le ru de la Sablonniere, le ru de la Terre Cagée, le ru d'Oie, le ru Saint-Georges, le ruisseau de Favieres et l'Ourcq,,.
L'Ourcq, d'une longueur de 86 km, prend sa source dans la commune de Courmont et se jette  dans la Marne en limite de Mary-sur-Marne et de Lizy-sur-Ourcq, face à Isles-les-Meldeuses, après avoir traversé 36 communes.

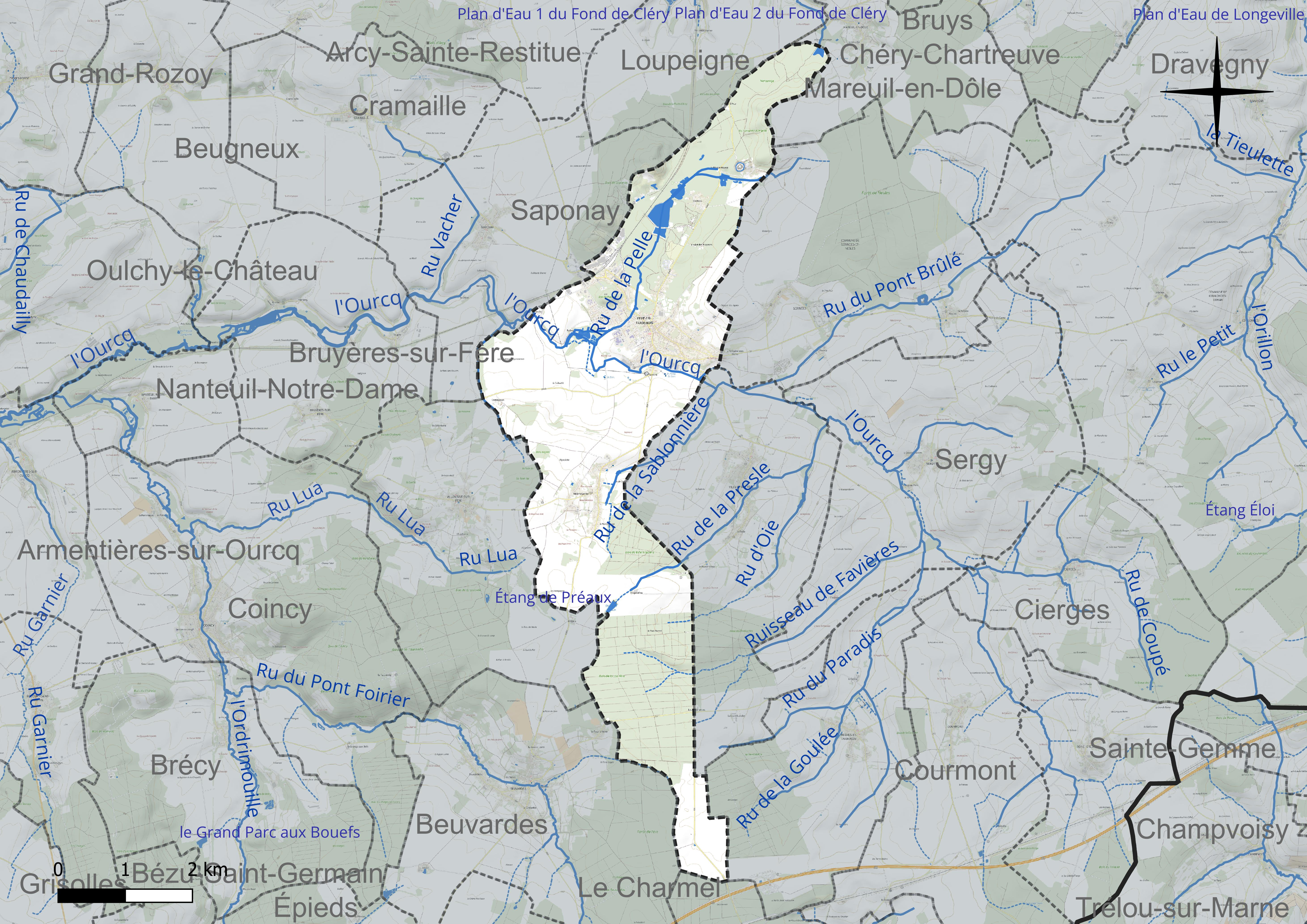
Réseau hydrographique de Fère-en-Tardenois.

Deux plans d'eau complètent le réseau hydrographique : le plan d'eau de la Porte Mensonge (1,4 ha) et l'étang de Préaux (1,3 ha),.

### Climat
Pour des articles plus généraux, voir Climat des Hauts-de-France et Climat de l'Aisne.
En 2010, le climat de la commune est de type climat océanique dégradé des plaines du Centre et du Nord, selon une étude du CNRS s'appuyant sur une série de données couvrant la période 1971-2000. En 2020, Météo-France publie une typologie des climats de la France métropolitaine dans laquelle la commune est exposée à un climat océanique altéré et est dans la région climatique Nord-est du bassin Parisien, caractérisée par un ensoleillement médiocre, une pluviométrie moyenne régulièrement répartie au cours de l'année et un hiver froid (3 °C).
Pour la période 1971-2000, la température annuelle moyenne est de 10,4 °C, avec une amplitude thermique annuelle de 15 °C. Le cumul annuel moyen de précipitations est de 746 mm, avec 12,1 jours de précipitations en janvier et 8,4 jours en juillet. Pour la période 1991-2020, la température moyenne annuelle observée sur la station météorologique la plus proche, située sur la commune de Braine à 16 km à vol d'oiseau, est de 11,3 °C et le cumul annuel moyen de précipitations est de 662,7 mm,. Pour l'avenir, les paramètres climatiques de la commune estimés pour 2050 selon différents scénarios d'émission de gaz à effet de serre sont consultables sur un site dédié publié par Météo-France en novembre 2022.

## Urbanisme

### Typologie
Au 1er janvier 2024, Fère-en-Tardenois est catégorisée bourg rural, selon la nouvelle grille communale de densité à 7 niveaux définie par l'Insee en 2022.
Elle appartient à l'unité urbaine de Fère-en-Tardenois, une unité urbaine monocommunale constituant une ville isolée,. La commune est en outre hors attraction des villes,.

### Occupation des sols
L'occupation des sols de la commune, telle qu'elle ressort de la base de données européenne d'occupation biophysique des sols Corine Land Cover (CLC), est marquée par l'importance des territoires agricoles (49,4 % en 2018), une proportion sensiblement équivalente à celle de 1990 (49,8 %). La répartition détaillée en 2018 est la suivante : 
terres arables (43,4 %), forêts (37,5 %), zones urbanisées (7,6 %), prairies (6 %), zones industrielles ou commerciales et réseaux de communication (1,8 %), milieux à végétation arbustive et/ou herbacée (1,4 %), eaux continentales (1,2 %), mines, décharges et chantiers (1,1 %).
L'évolution de l'occupation des sols de la commune et de ses infrastructures peut être observée sur les différentes représentations cartographiques du territoire : la carte de Cassini (XVIIIe siècle), la carte d'état-major (1820-1866) et les cartes ou photos aériennes de l'IGN pour la période actuelle (1950 à aujourd'hui).

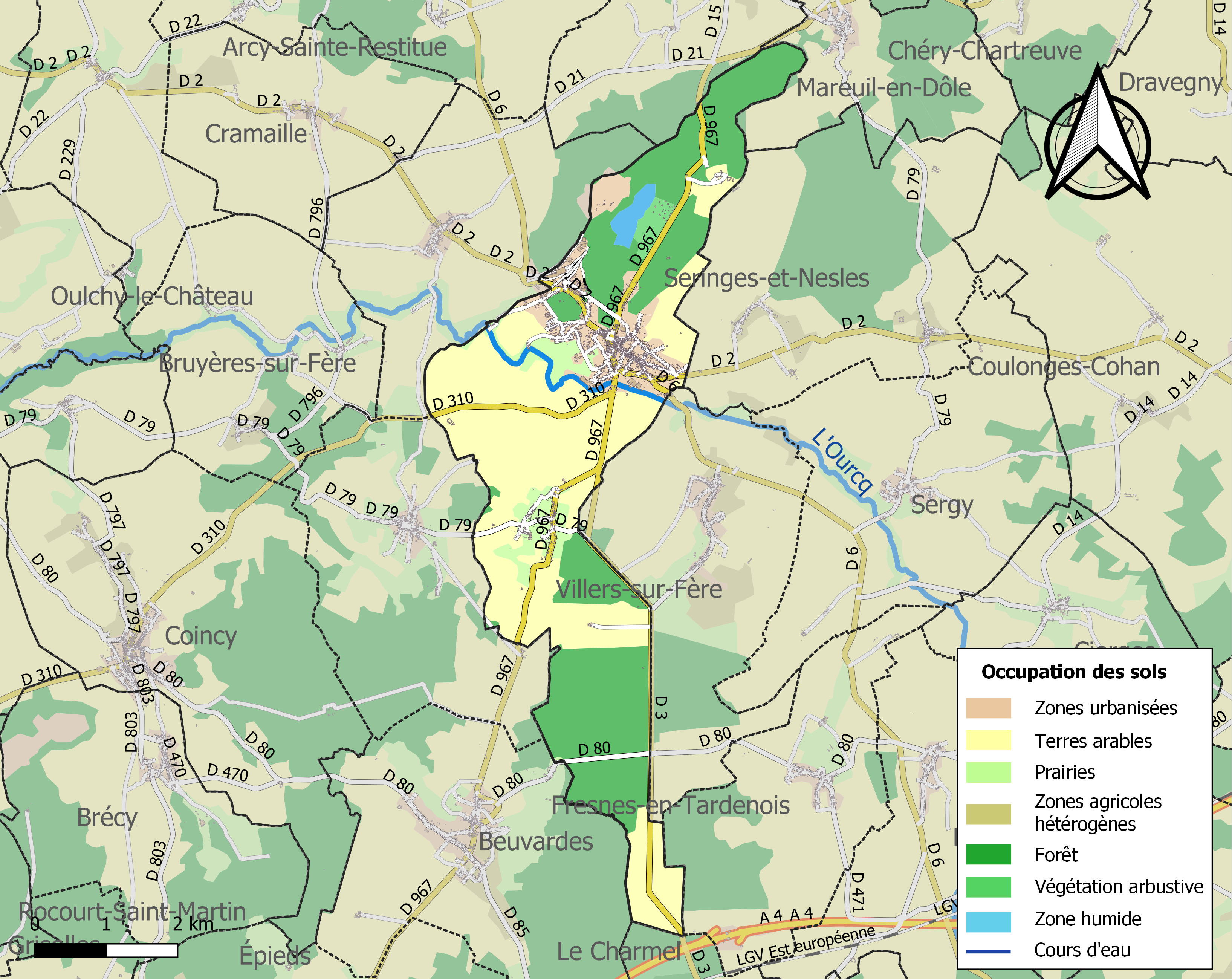
Carte de l'occupation des sols de la commune en 2018 (CLC).

## Toponymie
Le nom de la localité est attesté sous les formes Fera (1147) ; La Ferre (1296) ; Fera-in-Tardenesio (1363) ; Fère-en-Tardenoys (1490) ; Fère-en-Tartenois (1605) ; Fer-en-Tardenois (1607) ; Fère-en-Tardanois (1633) ; Fère-en-Tartenois (1652).

Durant la Révolution, la commune porte le nom de Fère-sur-Ourcq.
Une fère, ou ferté désignait une forteresse médiévale, de l'oïl *fère « habitation des ancêtres, ruines d'habitations anciennes ». Une autre hypothèse suppose que Fère dériverait du germanique fara (colonie, famille), en langue d'oïl : une famille installée sur un domaine ou habitation agricole, et donc un peuplement rural par des populations déplacées.
Le Tardenois est une région naturelle de France qui, historiquement, se situe à la limite des départements de la Marne, en Grand Est, et de l'Aisne, en Hauts-de-France. Le géographe Gilbert Turlot mentionnait que cette contrée historique qui ressemble à la Brie champenoise porte un nom tombé dans l'oubli avant le milieu du XXe siècle pour les gens du pays. Ce haut pays au relief accidenté et varié, avec ses vallées nombreuses et profondes, avec ses grands bois démultipliés à l'est, annonçant la grande montagne de Reims, regardait d'ailleurs vers l'antique cité.

## Histoire
Faram (Fère-en-Tardenois) et Crusciniacum (Cruny ou Crugny), citées par le chroniqueur Flodoard, sont deux localités du Tardenois, soit de l'antique pagus tardinisus sur la cité des héritiers gallo-romains des belges Suessions. L'abbesse Geneviève les aurait obligeamment reçus du roi des Francs Clovis, afin qu'elle puisse s'y reposer avec son cortège lors des longues et fréquentes pérégrinations de Paris à Reims alors que l'évêque Rémi les aurait récupérés et gardés en biens ecclésiastiques, les confiant à sa chère église rémoise par testament. Fara in Tardenense ou Fara in Tardenesio apparaît précocement à l'époque mérovingienne, ce qui fait retenir une simple réunion d'habitations au sens germanique.
L'interprétation d'une ferté, au sens de forteresse, n'est pourtant pas fautive en ce qui concerne le lieu-dit de "La Fère" ou "château de la Fère", surplombant les prés du ru de la Pelle, au nord de la vallée de l'Ourcq. L'habitat de hauteur proche de Fère, protégé par une enceinte fermée, était fortifié. Mais nullement comparable à ce grand château fort développé sur sa butte isolée dès la fin du XIIe siècle.
La ville fut le siège d'une pairie à partir de 1399 et jusqu'au XVIe siècle. François d'Angoulême baron-pair de Fère-en-Tardenois (1498-1515) en est le plus connu.
Première Guerre mondiale
L'offensive de l'Aisne lancée du 27 mai au 4 juin 1918 par le général Ludendorff submerge la contrée de Soissons, induisant une irrésistible poussée allemande vers Paris, bloquée toutefois au sud à hauteur de la Marne. Après avoir réduit le saillant de Noyon-Montdidier du 8 au 12 juin, le général lance le 15 juillet son offensive générale vers la Marne, la prise de Reims avorte une nouvelle fois, les avancées en Champagne marnaise à l'est de la ville chef-lieu du département restent faibles, alors que la 7e armée à l'ouest de Reims franchit la rivière selon l'opération Marneschutz et consolide la rive sud, avant d'être stoppée par la grande contre offensive alliée décidée entre Reims et Soissons par Foch, à savoir principalement des troupes d'infanterie françaises, britanniques et américaines entrainées par des chars. La seconde bataille de la Marne terriblement meurtrière est engagée : elle révèle les graves erreurs et incertitudes logistiques allemandes, malgré l'afflux rapide de renforts. Les combats des 25 et 26 juillet 1918, particulièrement violents, amorcent un net recul du front allemand, de près de 15 kilomètres, aux alentours de Château-Thierry. Le nœud ferroviaire crucial de Fère-en-Tardenois, tombé si facilement lors de l'offensive de l'Aisne, est repris le 6 août et promptement défendu par les Alliés. Le 7 août, le terrain perdu lors des foudroyantes offensives allemandes de juin est récupéré, la progression allemande est annihilée.

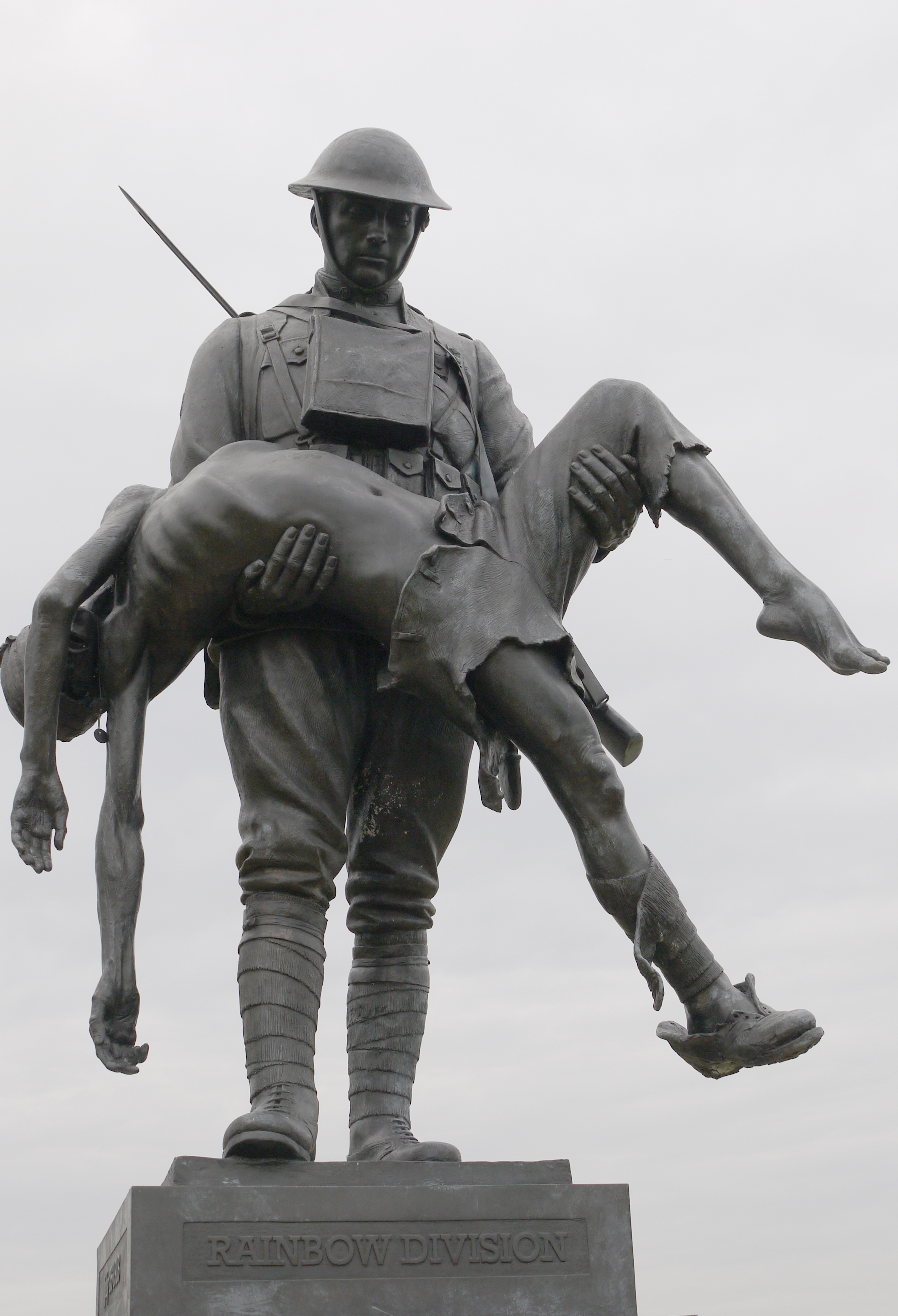
Mémorial de la division Arc-en-Ciel 42e division d'infanterie (États-Unis) à Fère-en-Tardenois.

La Première Guerre mondiale n'a nullement épargné la commune, comme en témoigne le cimetière américain de Seringes-et-Nesles situé à l'est, à la sortie de la ville.
En 1950, Fère-en-Tardenois reste un bourg rural de 2250 habitants. La vallée de l'Ourcq étroite et marécageuse, avec ses récents alignements de peupliers, garde encore quelques traces de sa longue prairie irriguée. Sur les plateaux limoneux, supportés par les calcaires grossiers, la culture du blé constamment associée à la betterave sucrière est restée prédominante, tout en s'améliorant en productivité et qualité depuis le XIXe siècle. L'élevage a décru de manière graduelle et sensible depuis la Belle Epoque, même si les bovins s'accroissent encore dans les vallées ou les vallons, creusés dans les sables inférieures et facilement drainés, terres basses qui tendent aussi à se spécialiser dans les cultures délicates de légumes et de fruits. Le vignoble du Tardenois, renouvelé après la calamité du phylloxéra, garde ses bonnes expositions sur les versants au soleil.
Fère-en-Tardenois fut choisie pour accueillir la rencontre entre le prince Norodom Sihanouk et Hun Sen, le Premier ministre de la République populaire du Kampuchéa, le 2 décembre 1987. Cette rencontre était la première réunion de travail entre les différentes factions présentes au Cambodge pour déterminer l'avenir du pays et fut un moment important dans la préparation des Accords de Paris (1991),.

## Politique et administration

### Découpage territorial
La commune de Fère-en-Tardenois est membre de la communauté d'agglomération de la Région de Château-Thierry, un établissement public de coopération intercommunale (EPCI) à fiscalité propre créé le 1er janvier 2017 dont le siège est à Étampes-sur-Marne. Ce dernier est par ailleurs membre d'autres groupements intercommunaux.
Sur le plan administratif, elle est rattachée à l'arrondissement de Château-Thierry, au département de l'Aisne et à la région Hauts-de-France. Sur le plan électoral, elle dépend du  canton de Fère-en-Tardenois pour l'élection des conseillers départementaux, depuis le redécoupage cantonal de 2014 entré en vigueur en 2015, et de la cinquième circonscription de l'Aisne  pour les élections législatives, depuis le dernier découpage électoral de 2010.

### Tendances politiques et résultats

#### Liste des maires
| Période                                  | Période                   | Identité                  | Étiquette | Qualité                                                                                |
| ---------------------------------------- | ------------------------- | ------------------------- | --------- | -------------------------------------------------------------------------------------- |
| Maire en 1863                            | ?                         | Louis Alphonse de Massary |           | Maire nommé par l'empereur Napoléon III                                                |
| Maire en 1888                            | 1895                      | Jean-Baptiste Tilloy      |           | ancien directeur d'école libre et de journaux.                                         |
| Les données manquantes sont à compléter. |                           |                           |           |                                                                                        |
| décembre 1919                            | janvier 1926              | Roger Joxe                | SFIO      | Médecin Conseiller général du canton de Fère-en-Tardenois (1910 → 1934)                |
| 19 janvier 1926                          | 13 avril 1927             | Léon Vautrin              |           | Décédé en fonction                                                                     |
| Les données manquantes sont à compléter. |                           |                           |           |                                                                                        |
| 1934                                     | 1960                      | Camille Canard            |           |                                                                                        |
| Les données manquantes sont à compléter. |                           |                           |           |                                                                                        |
| Maire en 1983                            | mars 1989                 | Jean Brodin               |           | Médecin                                                                                |
| mars 1989                                | mars 2001                 | Michel Susgin,            |           | Comptable                                                                              |
| mars 2001                                | mars 2008                 | Jean-Claude Parmentier    | DVG       | Ancien représentant commercial, maire honoraire (2009)                                 |
| mars 2008                                | En cours (au 27 mai 2020) | Jean-Paul Roseleux        | DVD       | Retraité Président de la CC du Tardenois (2008 → 2014) Réélu pour le mandat 2020-2026, |

## Démographie
L'évolution du nombre d'habitants est connue à travers les recensements de la population effectués dans la commune depuis 1793. Pour les communes de moins de 10 000 habitants, une enquête de recensement portant sur toute la population est réalisée tous les cinq ans, les populations de référence des années intermédiaires étant quant à elles estimées par interpolation ou extrapolation. Pour la commune, le premier recensement exhaustif entrant dans le cadre du nouveau dispositif a été réalisé en 2007.

En 2022, la commune comptait 2 881 habitants, en évolution de −7 % par rapport à 2016 (Aisne : −1,97 %, France hors Mayotte : +2,11 %).
| 1793  | 1800  | 1806  | 1821  | 1831  | 1836  | 1841  | 1846  | 1851  |
| ----- | ----- | ----- | ----- | ----- | ----- | ----- | ----- | ----- |
| 1 852 | 1 796 | 1 806 | 2 105 | 2 313 | 2 354 | 2 461 | 2 410 | 2 556 |

| 1856  | 1861  | 1866  | 1872  | 1876  | 1881  | 1886  | 1891  | 1896  |
| ----- | ----- | ----- | ----- | ----- | ----- | ----- | ----- | ----- |
| 2 293 | 2 497 | 2 393 | 2 218 | 2 367 | 2 322 | 2 397 | 2 265 | 2 391 |

| 1901  | 1906  | 1911  | 1921  | 1926  | 1931  | 1936  | 1946  | 1954  |
| ----- | ----- | ----- | ----- | ----- | ----- | ----- | ----- | ----- |
| 2 508 | 2 690 | 2 548 | 2 332 | 2 476 | 2 377 | 2 169 | 2 140 | 2 250 |

| 1962  | 1968  | 1975  | 1982  | 1990  | 1999  | 2006  | 2007  | 2012  |
| ----- | ----- | ----- | ----- | ----- | ----- | ----- | ----- | ----- |
| 2 419 | 2 730 | 3 012 | 3 246 | 3 168 | 3 356 | 3 313 | 3 306 | 3 191 |

| 2017  | 2022  | - | - | - | - | - | - | - |
| ----- | ----- | - | - | - | - | - | - | - |
| 3 053 | 2 881 | - | - | - | - | - | - | - |

## Culture locale et patrimoine

### Lieux et monuments

#### L'église

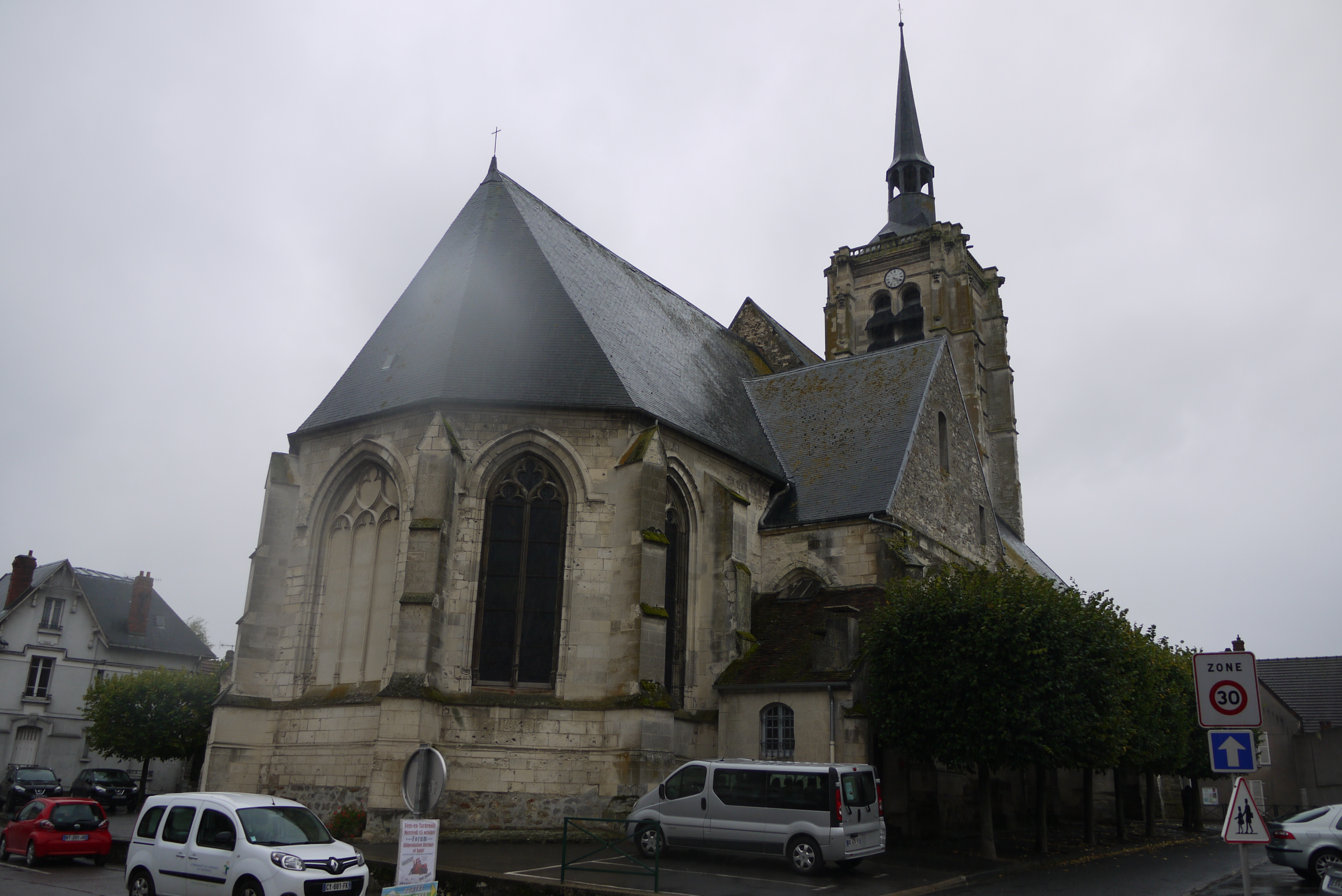
L'église Saint-Macre.

L'église Saint-Macre fut rebâtie au XVIe siècle et classée monument historique en 1920. Elle abrite des vitraux modernes, une châsse contenant les reliques de sainte Macre, vierge martyrisée au IVe siècle, un orgue reconstruit en 1990 qui sert à des enregistrements et des concerts. Les vitraux restaurés de Maurice Denis, fondateur de l'école de peinture des Nabis, représentant les évangélistes Luc et Jean, autrefois placés dans le chœur, aujourd'hui placés sur les piliers du fond de la nef (inaugurés le samedi 19 octobre 2013).

#### Les halles

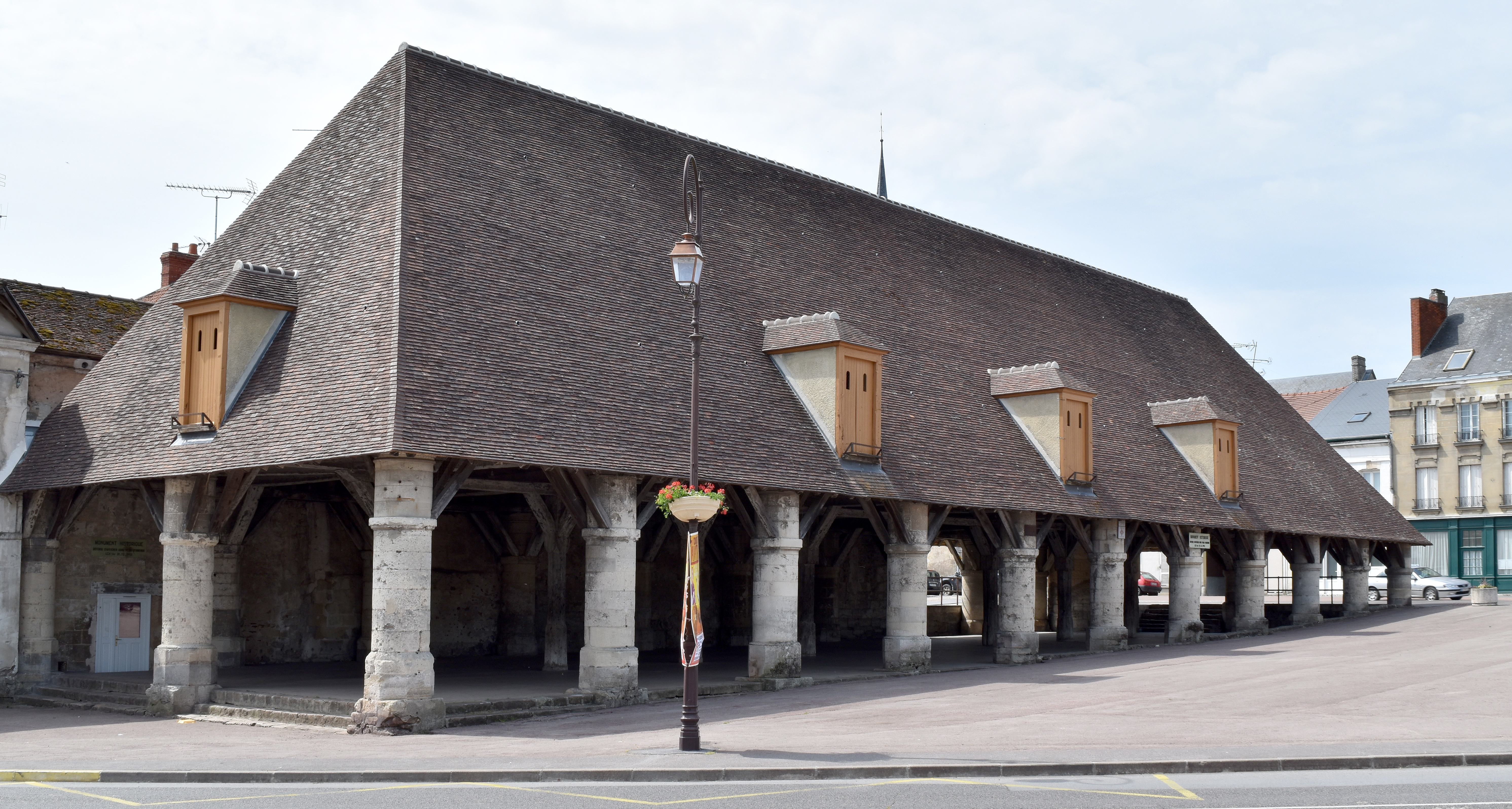
Les halles.

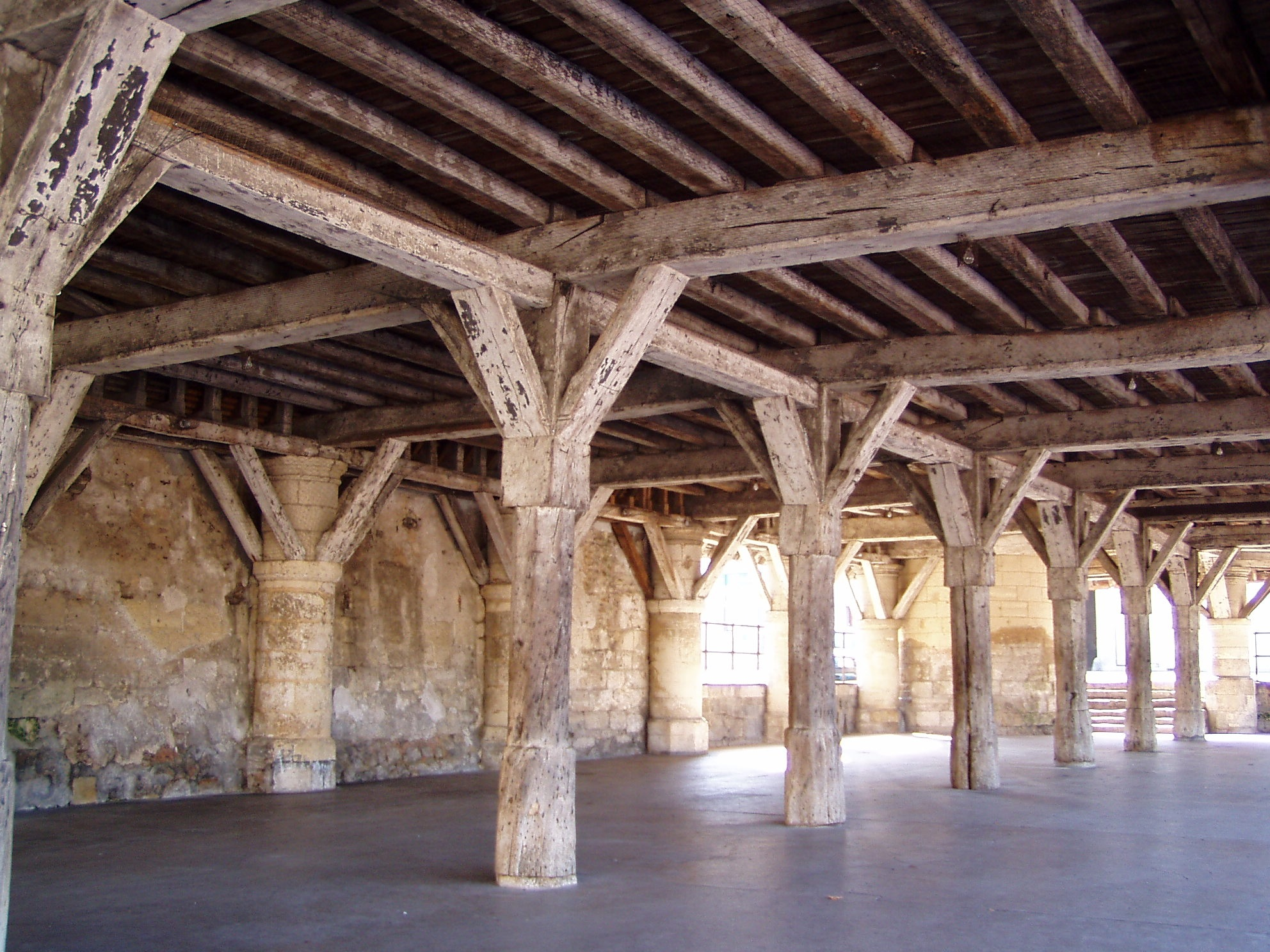
L'intérieur des halles.

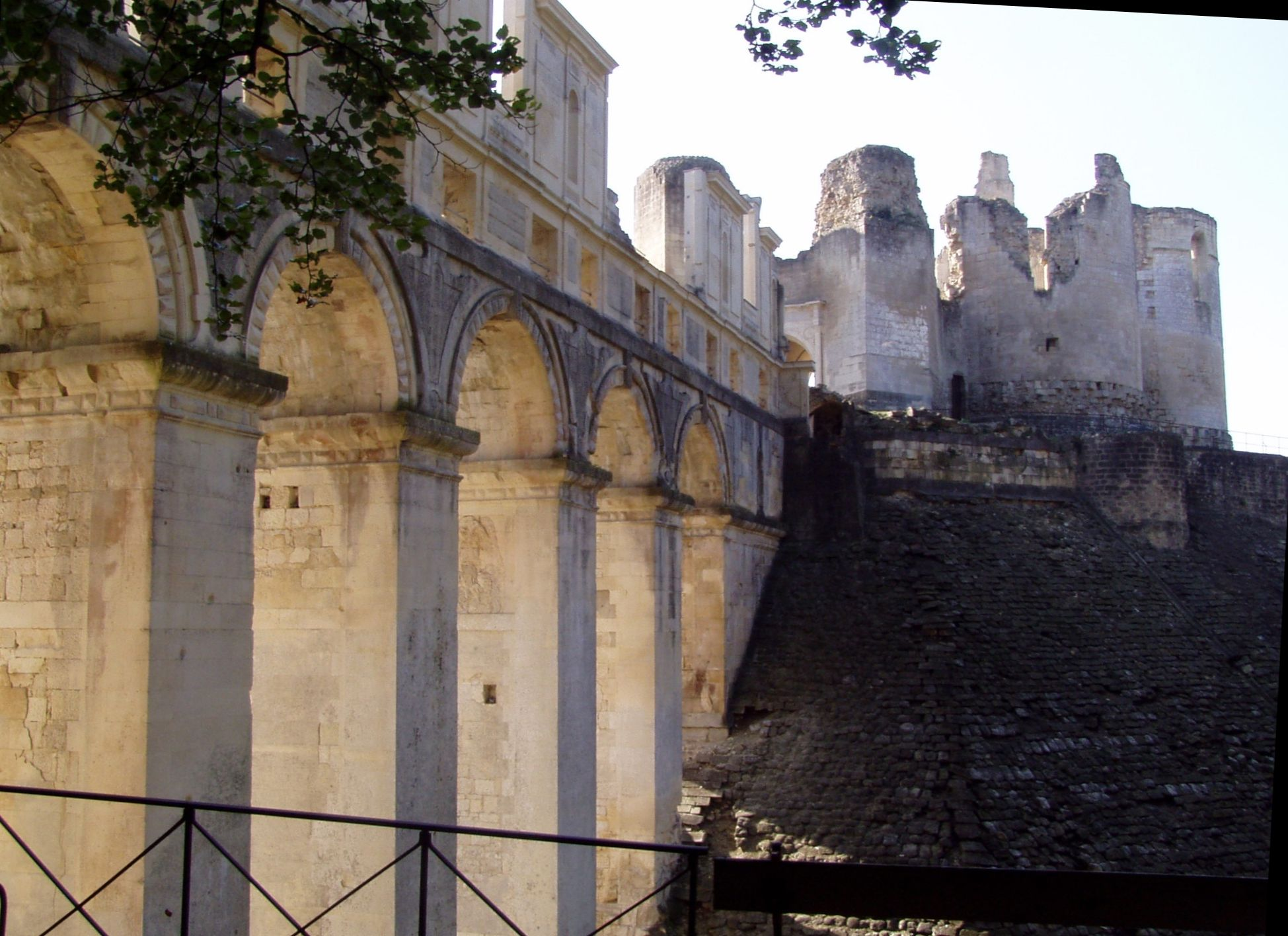
Une vue des ruines du château où l'on distingue un pavage qui était recouvert de graisses pour éviter toute montée.

Les anciennes halles au blé, classées monument historique en 1921, furent construites en 1540.

#### La chapelle de Villemoyenne
Chapelle classée en 1928.

#### Le château de Fère-en-Tardenois

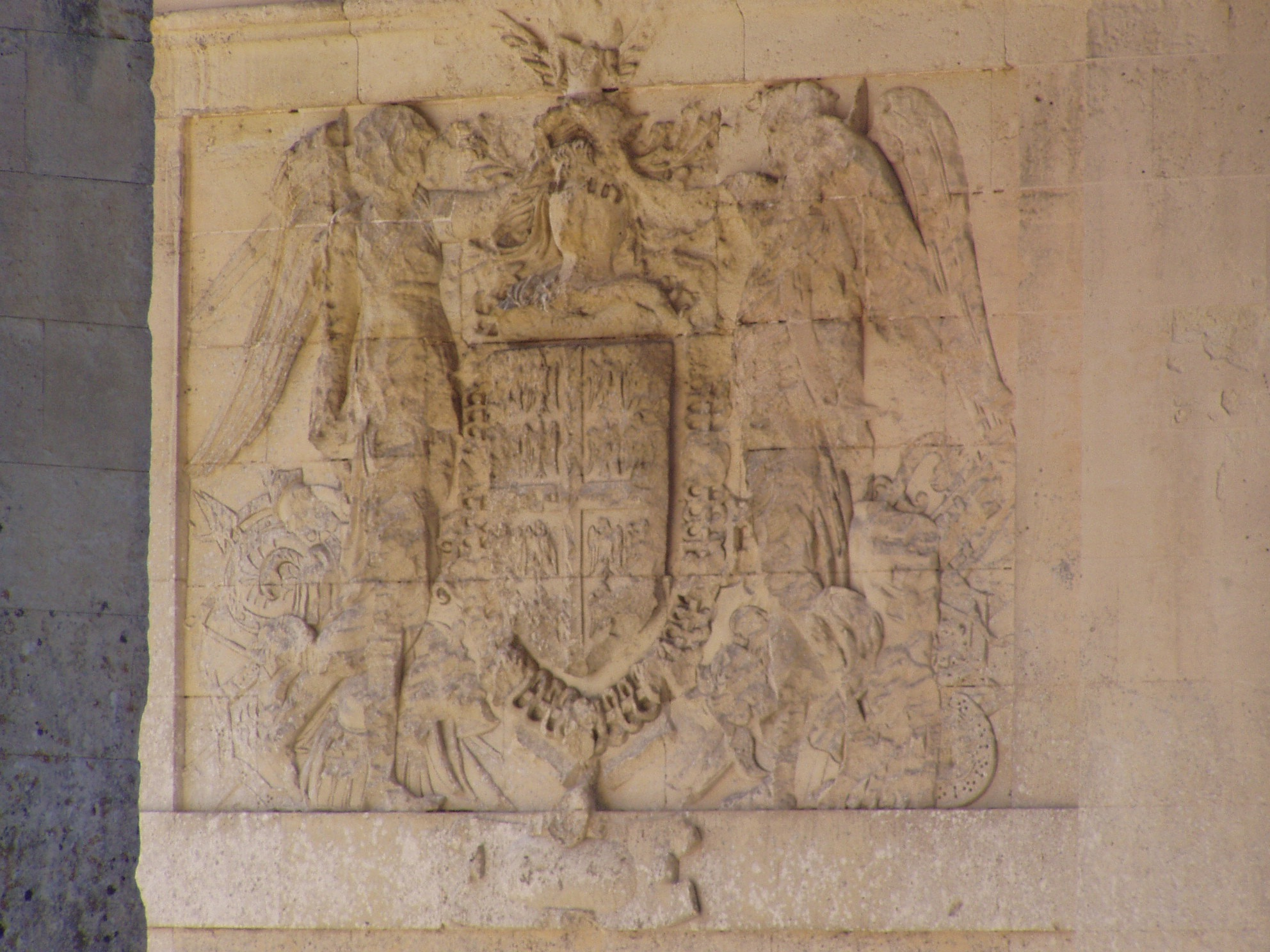
Le blason sculpté de Montmorency ornant l'une des piles du pont.

Le château de Fère-en-Tardenois fut construit de 1206 à 1260 par Robert de Dreux, petit-fils de Louis VI le Gros, roi de France. Il appartint à la première maison des Valois-Orléans, Valois-Angoulême. En 1528, la mère de François Ier l'offrit au connétable Anne de Montmorency pour son mariage. Celui-ci le fit transformer, et fit construire en particulier son grand pont couvert, attribué à l'architecte Jean Bullant.
La Couronne le confisque après le supplice d'Henri II de Montmorency. Il est rendu peu après à Charlotte de Montmorency, épouse du Prince de Condé. Il passe donc à la branche cadette des Condé, les princes de Conti, et par la suite au duc d'Orléans, père de Philippe Égalité. Ce dernier le démolit en partie en 1779 dans le but de se rendre populaire et en vend les matériaux et les meubles. Ses créanciers s'emparent du reste et le vendent aux enchères, à Paris en 1793. Une interprétation sensiblement différente, proposée sur les panneaux explicatifs au pied du château, serait que les héritiers du prince de Conti Armand de Bourbon, et notamment Louis-Philippe d'Orléans, le futur Philippe-Égalité, en manque d'argent, font démolir en 1779 l'essentiel des bâtiments pour en vendre la toiture et les matériaux métalliques, dont ils récupèrent 16 400 livres.
Le château de Fère-en-Tardenois, bâti sur une haute motte, classé monument historique, se caractérise principalement par la présence d'un pont monumental enjambant les douves (qui sont aujourd'hui à sec). Ce pont, qui, toutes proportions gardées, rappelle fortement celui de Chenonceau, comportait autrefois deux étages : le premier servait de passage tandis que l'étage supérieur était une salle consacrée au jeu et à la vie mondaine. Une large porte entourée de deux tourelles ouvre sur la cour, un heptagone irrégulier flanqué de sept tours circulaires aujourd'hui en ruines, percées de hautes archères et dont les quatre assises inférieures sont en dent-de-scie.
Le domaine de chasse de près de 250 hectares appartenant autrefois au château est aujourd'hui propriété de l'État et constitue l'actuelle forêt de Fère-en-Tardenois.
Le dernier propriétaire du château, Raymond de la Tramerie, enterré à proximité des ruines, en fit don au conseil général de l'Aisne.
Le charme de ces ruines ainsi que la beauté des lieux font qu'un hôtel de luxe est installé dans des bâtiments d'époque à proximité du château.

### Capitale mondiale de la poésie à 2 mi-mots

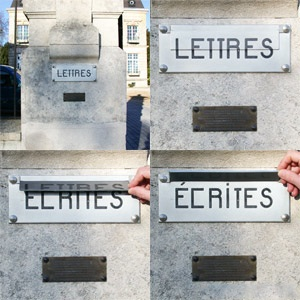
Boîte aux lettres ALIS.

Fère-en-Tardenois a été consacrée capitale mondiale de la poésie à 2 mi-mots le samedi 17 novembre 2001.
La poésie à 2 mi-mots est un procédé d'une simplicité désarmante : il consiste simplement à couper les mots d'un trait horizontal. Chacune des deux moitiés de mots obtenues est contenue dans un autre mot, ou plusieurs autres mots.
Cette consécration a eu lieu le 17 novembre 2001, en présence du sous-préfet Gilles Bacquaert, du député Renaud Dutreil, des vice-présidents du Conseil général de l'Aisne Jacques Krabal et Jean-Jacques Hurmane et du maire Jean-Claude Parmentier.
Une plaque commémorative a été posée sur le portail d'entrée de l'hôtel de ville de Fère-en-Tardenois, plaque matérialisant un poème à 2 mi-mots : lettres / écrites (dans lettres, il y a la moitié de écrites).
Cette plaque commémorative est visible, et manipulable par quiconque le souhaite.

### Événements
- La ville fut prise par le prince de Condé le 29 novembre 1579 et assiégée par les troupes royales françaises en septembre 1580.
- Durant la Grande Guerre, la ville, et en particulier la gare, fut disputée lors de la seconde bataille de la Marne.

### Personnalités liées à la commune
- Camille Claudel, sœur aînée de Paul Claudel, fut sculpteur, élève et maîtresse de Rodin, y naquit le 8 décembre 1864.
- Honoré Lantenois, ingénieur du Corps des Mines[53], il dirigea le Service géologique de l'Indochine (SGI). Il apparaît sous le pseudonyme de Tardenois dans le roman de Jacques Deprat, Herbert Wild de son nom de plume, roman autobiographique « à clefs » qui retrace l'affaire éponyme du point de vue de l'auteur[54]
- Désiré-Jules Lesguillier (homme politique) y mourut le 26 septembre 1889.
- Eugène Roques-Salvaza fut propriétaire du château, y mourut le 3 décembre 1875.
- Frédéric Moreau, (1798-1898), élu au conseil général mais aussi connu pour ses fouilles archéologiques menées dans le Tardenois, il avait ouvert une salle de musée en ville.

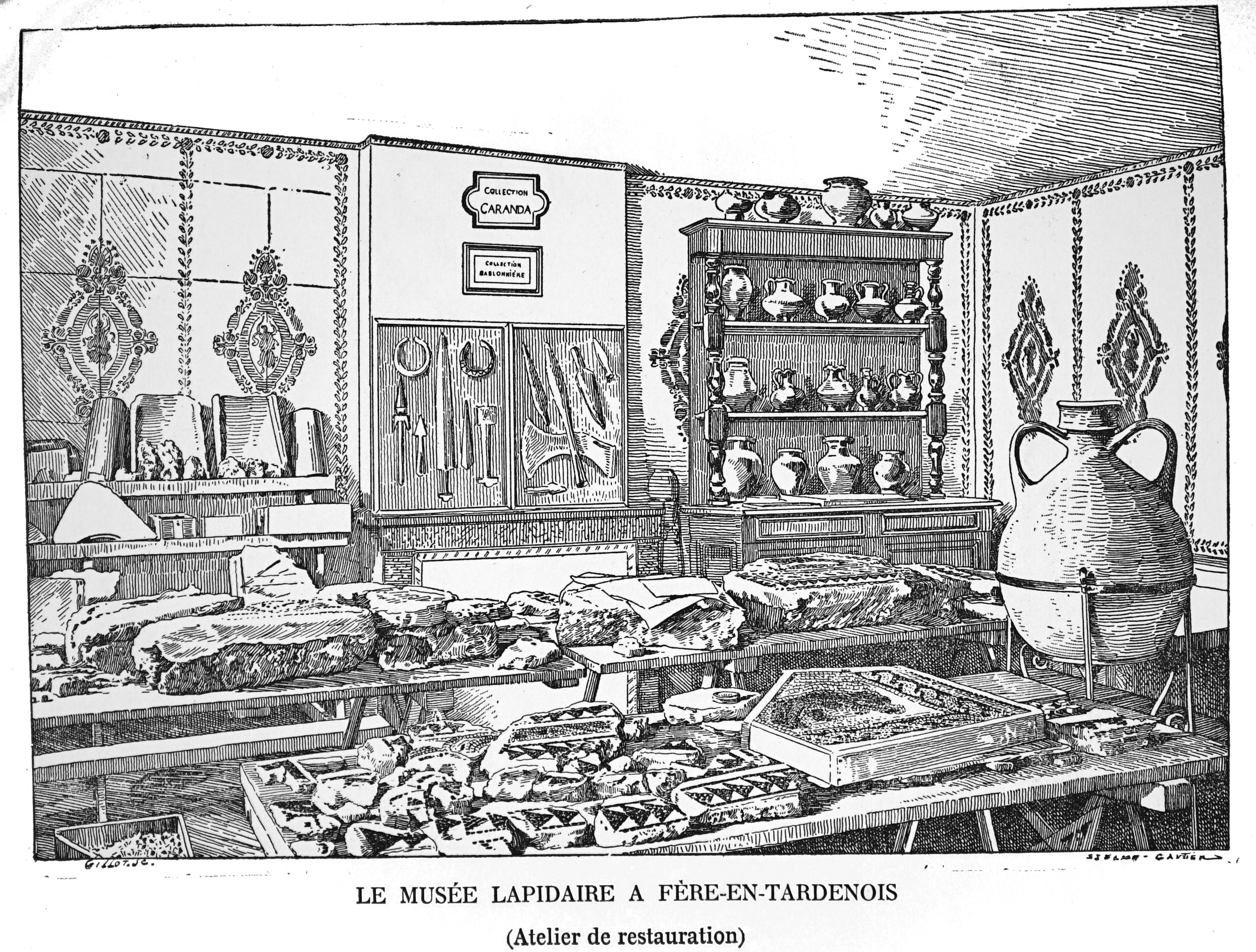
Salle du musée lapidaire.

- Pierre Charlier, vétérinaire, y naquit en 1814. Fils de maréchal, il fit ses études à l'École vétérinaire d'Alfort et vint s'installer dans sa ville natale en 1839. c'est là qu'il mit au point une méthode de castration des vaches qui devait être reconnue à l'échelle internationale. L'intérêt de castrer les vaches laitières âgées était qu'elles connaissaient une lactation prolongée et un engraissement qui valorisait leurs carcasses. Certain de son succès, Pierre Charlier partit près de Reims exploiter une ferme de beuvonnes, ce terme désignant des vaches castrées, dont le lait était vendu à Paris. Malheureusement, cette exploitation le mena à la ruine et il dut partir pour Paris où il devint vétérinaire à la Compagnie générale des Voitures. C'est là qu'il inventa une ferrure révolutionnaire, la ferrure périplantaire, qui devait déclencher une terrible polémique dans les sociétés savantes vétérinaires en 1865-1866. Finalement, la ferrure Charlier fut adoptée et posée sous les pieds des chevaux des grandes compagnies parisiennes de transport. Charlier fut décoré de la Légion d'honneur en 1867 pour son invention. Il se retira de la vie publique en 1876 et décéda en 1893[55].
- Le groupe ALIS (Association Lieux Images et Sons) est implanté au moulin Canard depuis 1990. Fondé par Pierre Fourny en 1982, rejoint par Dominique Soria en 1984, ALIS est une compagnie de spectacles. Pierre Fourny est l'inventeur de la poésie à 2 mi-mots.
- Étienne Moreau Nélaton (1859-1927), peintre, collectionneur et historien d'art français. Il consacra une partie de sa vie à Fère-en-Tardenois dont il fut un grand bienfaiteur. Il fit divers dons à l'église du même lieu. Il écrit l'histoire de cette bourgade en trois tomes ainsi que celle des Églises de chez nous. Une rue porte son nom.
- Jules Charbonniez, sorti de l'École polytechnique comme ingénieur[réf. souhaitée], s'engagea en 1870 pour la durée de la guerre, quoique marié et père de famille ; sa belle conduite lui valut la croix de la Légion d'honneur. Il arriva à Fère en 1873 pour reprendre la fabrique du Moulin à Tan et c'est lui qui créa l'usine qui occupait avant la guerre de 1914, 500 ouvriers et ouvrières, et où il institua, en faveur de son personnel, différentes œuvres sociales telles que gratuités médicales et pharmaceutiques pour les ouvriers malades ou accidentés, indemnités journalières, secours aux femmes en couches, indemnités pour frais d'enterrement, création de maisons ouvrières. Plusieurs fois maire de Fère, on lui doit les services des eaux et du gaz, les fourneaux économiques (disparus depuis 1918), l'école des garçons, les abattoirs et la suppression de l'octroi ; avec Désiré-Jules Lesguillier, député, il fit toutes les démarches pour l'établissement de la gare où elle se trouve actuellement. C'est en revenant d'une réunion du conseil municipal qu'un grave accident devait le priver d'un œil et, sur ses dernières années, le rendre complètement aveugle. Une rue de Fère-en-Tardenois porte son nom.
- Marcel Cheval, né le 20 janvier 1913 à Fère-en-Tardenois. Il entra à la SNCF comme apprenti, avant d'y exercer la fonction d'ajusteur, puis de sous-chef de brigade pendant la Seconde Guerre mondiale. Membre de Turma-Vengeance (corps francs SNCF)[réf. nécessaire], il a participé à des sabotages sur des locomotives remorquant des trains militaires allemands. Arrêté par la Gestapo le 17 décembre 1943 à Troyes où il était venu préparer de nouveaux sabotages, il a été incarcéré à la prison de Châlons-sur-Marne le 18, transféré à Reims le 19 pour y être interrogé, puis ramené à la prison de Châlons-sur-Marne, le 30 mai. Le 6 juin 1944, il a été condamné à mort par un tribunal militaire allemand et fusillé. Marié, il était père d'une petite fille née en 1940[réf. souhaitée].

### Héraldique
| Blason de Fère-en-Tardenois | Blason  | De sinople au fer à cheval d'or couronné du même. Ornements extérieursCroix de guerre 1914-1918 |
| Blason de Fère-en-Tardenois | Détails | Armes parlantes. (jeu de mots : fer/fère) Le statut officiel du blason reste à déterminer.      |

### Jumelages
La ville de Fère-en-Tardenois est jumelée avec :
- Wertingen, Bavière.

## Pour approfondir